# Fink Forgács Kálmán
Fink Forgács Kálmán (Szeged, 1921. október 4. – Eger, 1986. február 24.) magyar színész.

## Pályája
1944-ben végzett az Országos Színészegyesület színiiskolájában, de már korábban, 1941-től fellépett a Fővárosi Operettszínházban. 1945–1955 között amatőr kultúrcsoportok oktatója, vezetője volt. 1955-ben az egri Gárdonyi Géza Színház alapító tagja. Öt év után a Békés Megyei Jókai Színházhoz szerződött, majd három év után a szolnoki Szigligeti Színház következett pályáján. 1963-ban a győri Kisfaludy Színház társulatához igazolt, ahol 1982-es nyugdíjazásáig játszott. Elsősorban vígjátékok karakterszerepeiben nyújtott emlékezetes alakításokat, de sikeres volt drámai szerepekben is.

## Színházi szerepeiből
- Daniló (Lehár Ferenc: A víg özvegy)
- Tiborc (Katona József: Bánk bán)
- Lucifer (Madách Imre: Az ember tragédiája)
- Szellemfi (Szigligeti Ede: Liliomfi)
- Ludovico gróf (Lope de Vega: A kertész kutyája)

## Filmes szerepei
- Az áldozat – rendező: Dobray György (1979)
- A legnagyobb sűrűség közepe – rendező: András Ferenc (1981)
- Csillagok változása – rendező: Cserhalmi Imre (1975)